# 타마강

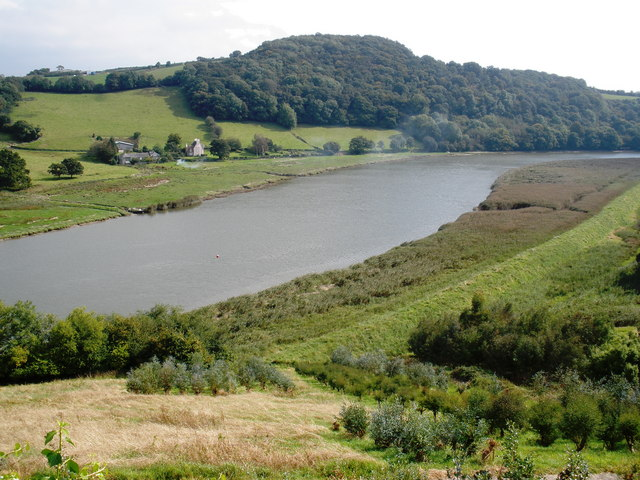
타마강

타마강(영어: Tamar, 콘월어: Dowr Tamar)은 잉글랜드 남서쪽에 위치한 강이다. 총 길이는 98 km이다.